# Free Willy 2
Free Willy 2 (Free Willy 2: The Adventure Home) è un film del 1995 diretto da Dwight H. Little, sequel di Free Willy - Un amico da salvare del 1993.

## Trama
I Greenwood stanno programmando un viaggio alle Isole San Juan per visitare Randolph mentre sono in campeggio a Camp Nor'Wester. Prima di partire, Dwight arriva con la notizia che la madre di Jesse è stata trovata morta a New York City e ha lasciato un altro figlio. Questo devasta Jesse dopo molti tentativi di trovarla, ma viene a patti dopo aver parlato dei suoi sentimenti con Glen. Il fratellastro di Jesse, Elvis, è cupo, eccessivamente loquace e dispettoso. È anche incline a dire bugie e dà facilmente sui nervi a Jesse. A peggiorare le cose per Jesse, Elvis viene invitato al loro viaggio, in modo che possano conoscersi. All'istituto ambientale, Jesse si riunisce con Randolph, si innamora rapidamente della sua figlioccia Nadine e viene presentato alla famiglia di Willy durante una giornata di osservazione delle balene. jesse riunisce con Willy quella notte.
Mentre i Greenwood continuano a godersi il loro viaggio in campeggio, la petroliera liberiana Dakar si incaglia su Lawson Reef e versa petrolio a causa di un malfunzionamento del motore, intrappolando Willy e i suoi fratelli Luna e Littlespot nel campeggio. Luna ha l'olio nei polmoni dopo aver nuotato attraverso di esso e si spiaggia. Jesse e gli adulti riescono a rimetterla in acqua, ma si rendono conto che hanno bisogno di ulteriore assistenza per aiutarla. L'amministratore delegato della Benbrook Oil, John Milner, arriva e annuncia un piano per spostare le balene in cattività fino a nuovo avviso. Jesse lo sfida, facendogli promettere che farà tutto il possibile per riportarli sani e salvi dalla madre Catspaw, altrimenti sarà incolpato della morte di Luna, cosa su cui John apparentemente è d'accordo. Le condizioni di Luna peggiorano il giorno dopo che la veterinaria Kate Haley l'ha curata. Jesse e Randolph alla fine usano un vecchio rimedio indiano che aiuta Luna a riprendersi.
Con la fuoriuscita di petrolio che raggiunge una pericolosa vicinanza alla baia, la Benbrook Oil e le baleniere la fanno esplodere nonostante le obiezioni di Jesse, Randolph e Nadine e iniziano a estrarre le balene. Elvis, che è scappato dopo che Annie ha infranto accidentalmente una promessa di permettergli di essere coinvolto di più, era in un negozio di ciambelle dove ha sentito il vero piano di John e Wilcox di vendere le balene e, invece di prendere il traghetto, torna di corsa al campo per avvertire Jesse e Nadine. Affrontano John e lui e il suo assistente vengono gettati in acqua per aver infranto la sua promessa. Willy riesce a salvare Littlespot dall'estrazione. Jesse dirotta l'Orsa Minore per portare in salvo le balene. Al segnale di Jesse, Willy riesce a rompere il boom e porta via i suoi fratelli. La Dakar esplode a causa dei vapori di carburante che si incendiano dopo che gli ingegneri hanno tentato di avviare il generatore, provocando l'incendio del petrolio greggio.
Randolph va a prendere Glen e Annie, che hanno individuato Elvis dopo essere tornati dalla loro infruttuosa ricerca, ei tre seguono il percorso dei bambini mentre Randolph invia una chiamata di soccorso. Le balene riescono a nuotare sotto l'olio fiammeggiante per mettersi in salvo, ma i bambini cadono in pericolo quando si dirigono in un'altra baia per evitare le fiamme. La nebbia causata dal fumo fa sì che Jesse colpisca una roccia e l'Orsa Minore inizi ad affondare mentre le fiamme sigillano la baia. Un elicottero di ricerca e salvataggio localizza i tre bambini, portando in salvo Elvis e Nadine. Tuttavia, Jesse scivola fuori dall'imbracatura, a pochi centimetri dall'elicottero che a causa del fumo che soffoca il motore, è costretto a lasciarlo indietro. Jesse quasi annega, ma Willy ritorna per il suo amico ed è in grado di portarlo sano e salvo sotto il fuoco in tempo perché gli adulti recuperino Jesse. Sebbene Jesse sia curioso di sapere perché Willy non se n'è andato, Randolph rivela che il segnale deve essere eseguito. Jesse lo fa e lui, Glen e Annie salutano Willy.
Poco dopo che la Coastal Marine Patrol ha consegnato Elvis e Nadine, Elvis dà a Jesse una foto di lui e della loro madre che è stata fissata di nuovo insieme e dice anche a Jesse che lei ha parlato di lui e si è sentita male per tutto. Glen approva la proposta di Annie di adottare Elvis. Quando Elvis gli chiede se sa dove si trovano le balene, Jesse risponde di saperlo.
Qualche tempo dopo, Willy, Luna e Littlespot si riuniscono con Catspaw e il resto del branco.

## Produzione
Il film fu girato ad Astoria, Oregon, a San Jan Island, Washington, a San Diego e nei Warner Brothers Burbank Studios in California.